# Падмозеро
Па́дмозеро (карел. Padmojärvi) — деревня в составе Толвуйского сельского поселения Медвежьегорского района Республики Карелия Российской Федерации.

## Общие сведения

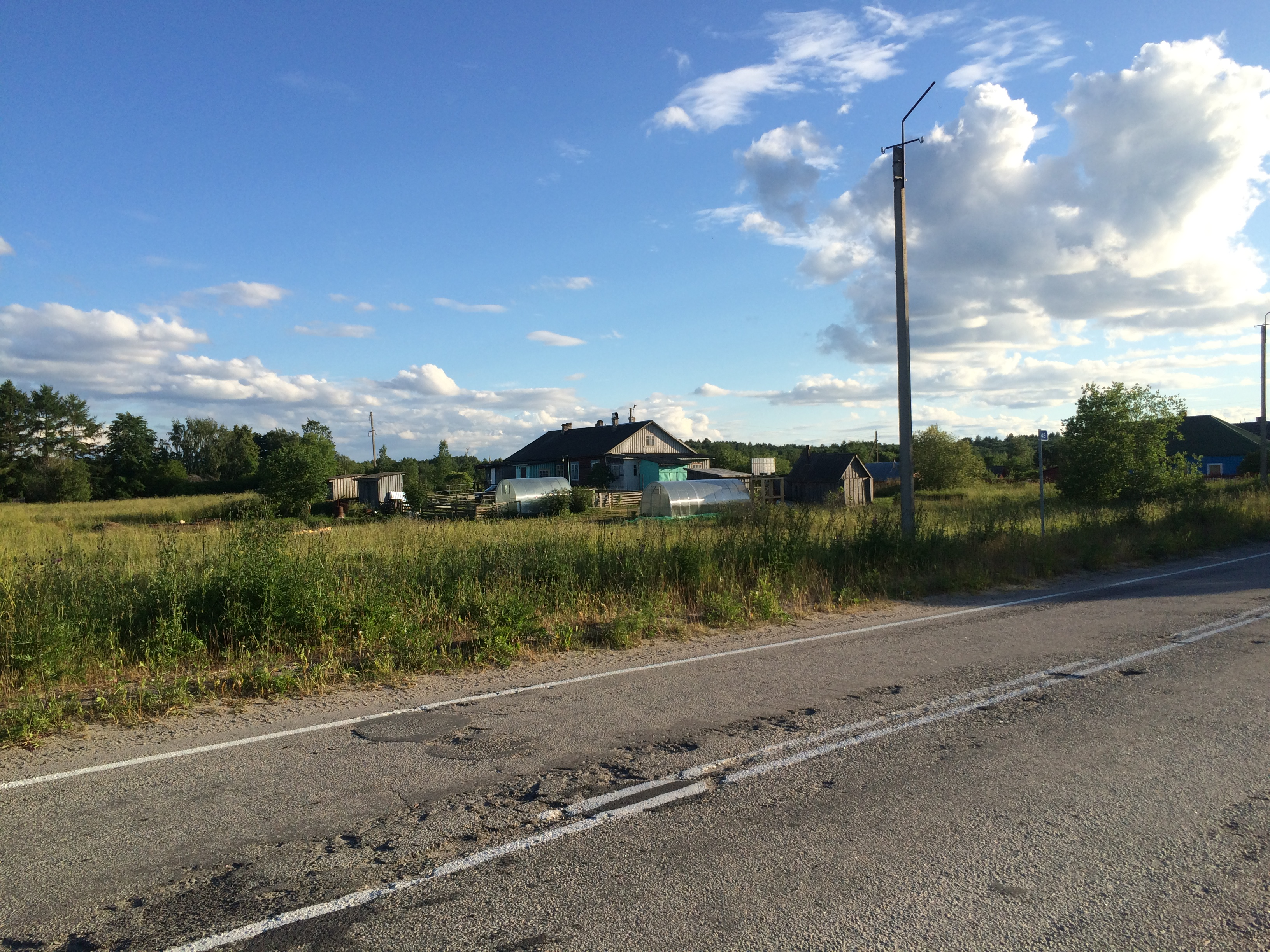
Общий вид деревни

Располагается на Заонежском полуострове на берегу Повенецкого залива в северо-восточной части Онежского озера.

## История
8 января 1937 года постановлением Карельского ЦИК в деревне была закрыта церковь.
В результате сокращения населения в 1957 году деревни Воронцовская, Гавриловская, Герасимовская, Еловская, Карпинская, Кузнецовская, Ревутинская, Северный Конец и Швецовская были объединены под общим названием Падмозеро.

## Население
| 2002 | 2009 | 2010 | 2013 |
| ---- | ---- | ---- | ---- |
| 127  | ↘108 | ↘79  | ↘74  |